# 曾盛麟
曾盛麟（英語：Andrew Tseng，1973年7月30日—），生於臺北市，台灣企業家，現任葡萄王生技董事長暨總經理。

## 生平
醒吾商專企管科畢業後，他遠赴英國攻讀行銷碩士、博士，畢業後留在英國，2002年進入精英電腦做到泛歐區行銷總監後，轉至英國倫敦的採購顧問公司擔任資深行銷經理，在英國一待就是15年。2010年，37歲的曾盛麟回到台灣進入葡萄王，先擔任董事長特助開始學習。
2014年擔任優質平價新興市場論壇與談貴賓。同年12月創辦人曾水照辭世，經董事會推選由曾盛麟接任董事長兼任總經理。2021年榮獲首屆鼎革獎「數位轉型領袖獎」得主。

## 家庭
曾盛麟為葡萄王生技創辦人曾水照之么子。上面有一個長他十歲的哥哥曾盛陽和大他八歲的姐姐曾美菁。